# Eparchia di Iskitim
L'eparchia di Iskitim (in russo Искитимская епархия?) è una diocesi della Chiesa ortodossa russa, appartenente alla metropolia di Novosibirsk.

## Territorio
L'eparchia comprende le città di Iskitim, Bolotnoe, Togučin e Čerepanovo, e i rajon Bolotninskij, Iskitimskij, Masljaninskij, Moškovskij, Suzunskij, Togučinskij e Čerepanovskij nell'oblast' di Novosibirsk nel circondario federale della Siberia.
Sede eparchiale è la città di Iskitim, dove si trova la cattedrale di San Nicola.
L'eparca ha il titolo ufficiale di «eparca di Iskitim e Čerepanovo».

## Storia
L'eparchia è stata eretta dal Santo Sinodo della Chiesa ortodossa russa il 28 dicembre 2011, ricavandone il territorio dall'eparchia di Novosibirsk, e contestualmente è entrata a far parte della metropolia di Novosibirsk.